# Wolframs Tagelieder
Wolframs Tagelieder wurden von Wolfram von Eschenbach am Anfang des 13. Jahrhunderts verfasst und gehören zu den Tageliedern, einer höfischen Liedgattung der mittelalterlichen Lyrik. Zu ihnen zählen die Lieder „Den morgenblic“ (MF I der Edition Des Minnesangs Frühling), „Sîne klâwen“ (MF II), „Der helden minne“ (MF IV), „Von der zinnen“ (MF V) und „Ez ist nu tac“ (MF VII). Obwohl Wolfram von Eschenbach in erster Linie als Epiker bekannt ist und darüber hinaus insgesamt nur wenige Lieder überliefert sind, kommt seinen Tageliedern ein bedeutender Platz in der Literaturgeschichte zu: Insbesondere Wolframs Variation der Tageliedsituation ist nicht nur ein viel betrachteter und umstrittener Forschungsgegenstand, sondern auch ein beliebtes und häufig rezipiertes Motiv in literarischen Liebesgeschichten.

## Entstehung
Die Quellenlage zur Entstehung der Lieder Wolframs ist sehr dürftig, auch ihre Datierung ist unsicher. Da Wolfram seine Lieder in seinem Parzival-Epos erwähnt, geht man davon aus, dass sich Wolfram vor seiner Tätigkeit als Epiker schon einen Namen als Minnesänger gemacht hatte. Nach dieser Ansicht dürften die Lieder um 1200 bis 1210 entstanden sein.

## Überlieferung
Die Lyrik Wolframs ist in folgenden Handschriften überliefert:
- Kleine Heidelberger Liederhandschrift A, fol30v („Ez ist nu tac“), die im alemannischen Dialekt um 1270 bis 1280 vermutlich im Elsass entstand, Nachträge mit mitteldeutschem Einschlag wurden über die Mitte des 14. Jahrhunderts hinaus vorgenommen.
- Weingartner Liederhandschrift B, S. 178 und 179 („Der helden minne“ und „Von der zinnen“), die im beginnenden 14. Jahrhundert verfasst wurde. Wegen der Mundart, in der sie abgefasst ist, wird ein Entstehungsort um Konstanz angenommen.
- Große Heidelberger Liederhandschrift C, fol150r/v („Der helden minne“, „Von der zinnen“, „Ez ist nu tac“), deren Grundstock um 1300 vermutlich in Zürich entstand. Einige Nachträge werden jedoch bis in die erste Hälfte des 14. Jahrhunderts datiert.
- Münchner Parzival-Handschrift G, fol75v („Den morgenblic“, „Sîne klâwen“), die gemäß der Schriftenanalyse im zweiten Viertel des 13. Jahrhunderts entstand. Sie kann zwar nicht genau lokalisiert werden, aufgrund des bairisch-ostalemannischen Dialekts jedoch geht man von der Region Schwaben-Bodensee als Entstehungsort aus.

## Die Tagelieder: Analyse und Interpretation
Die Edition und die Konkordanz der folgenden Lieder entspricht der 38. Auflage von Des Minnesangs Frühling. Diese spiegelt weitgehend neutral die Textgrundlage und deren Anordnung in den Handschriften wider. Andere Forschungsmeinungen werden im Abschnitt Versuche der Anordnung aufgeführt.

### „Den morgenblic“ (MF I): Die makellose Liebe?
Wolframs erstes Tagelied führt eine Handlungsfolge ein, die im Wesentlichen auch in den übrigen vier Tageliedern zu finden ist: Ein Liebespaar hat heimlich eine gemeinsame Nacht verbracht und wird bei Tagesanbruch von einem Wächter geweckt. Die Frau – nur im Ausnahmefall der Mann – beklagt die nun nötige Trennung voneinander, bis es zum „urloup“, einer letzten Vereinigung zum Abschied, kommt.
Bei dem Tagelied „der morgenblic“ handelt es sich vor allem um eine Klage der Frau, die sich mit erzählenden Anteilen mischt. Mit dem Kernbegriff „den morgenblic“ beginnt das Lied und so mit demjenigen Element, von dem alle Spannung ausgeht, dem Tagesanbruch. Es folgt eine konzise Darstellung der Tageliedsituation in der ersten Strophe. Durch den Ruf des Wächters („wahtaers sange“, 1,1) wird die Frau geweckt, woraufhin sie den Tagesanbruch und die nun notwendige Trennung von ihrem Geliebten heftig beklagt. Sie betont ihre isolierte Position als Liebende, da der Tag für alle – ausgedrückt in der zerlegenden Trope („wilde und zam“, 1,7) –, etwas Erfreuliches bedeute; sie aber versucht, sich gegen den Anbruch des Tages zu wehren. In einer folgenden narrativen Passage zu Beginn der zweiten Strophe zeigt sich in einem eindrucksvollen Bild, dass ihre Klage vergebens ist: Der Tag gelangt unaufhaltsam in das Zimmer der Liebenden („der tac mit kraft al durch diu venster dranc / vil slôze sî besluzzen / daz half niht“, 2,1-3). Ihre Trauer wird durch ihre Tränen, die über die Wangen beider Liebenden fließen, mit einer erneuten Klage verbildlicht. Ein Treueversprechen („gar ungescheiden unser triuwe“, 2,8) der Frau schließt den Aufgesang. Die leidenschaftliche Hingabe der Liebenden vor ihrem Abschied, dem „urloup“ (3,1), wird im Abgesang thematisiert. Dies stellt die körperliche und seelische Einheit der Liebenden ein weiteres Mal in den Vordergrund. Wie ein Fazit erscheinen die letzten Verse, das die Beziehung der Liebenden als „eine Liebe ohne den geringsten Makel“ („minne ân allen haz“, 3,10) bezeichnet.
Ein Motiv, das sich durch das gesamte Lied zieht, ist die Opposition von Einheit der Liebenden einerseits und gleichzeitigem Leid andererseits, das aus der Isolation des Paares von der Gesellschaft resultiert. Die zwischen den Liebenden herrschende Harmonie wird zunächst formal durch die „Gemeinsamkeit des sprachlichen Zeichens“ dargestellt, in der die Personalpronomen im Singular in der ersten Strophe zu einem gemeinsamen „Wir“ in den Folgestrophen werden. Außerdem tragen drei Topoi zum Eindruck der liebevollen Verbundenheit bei:
1. Wie sehr die beiden Liebenden zusammengehören, spiegelt sich zuerst im Bild der weinenden Frau wider, deren Tränen über beide Gesichter laufen („ir ougen diu beguzzen ir beider wangel“, 2,5-6).
2. Außerdem fällt der Satz „zwei herze und ein lîp hân wir“ (2,7) während des Treueversprechens der Frau. Im Kontext der liebevollen Einheit wirkt dieses Bild zunächst ungewöhnlich, denn „dem modernen Verstande erschiene die Umkehrformel […] eher einleuchtend“.[11] Lindemann[12] wägt verschiedene Interpretationsmöglichkeiten[13] der „ein lîp“-Formel ab und gelangt zu dem Ergebnis, dass diese Metapher wahrscheinlich in einem konkreten literarischen Zusammenhang mit Chrétien de Troyes‘ „Cligès“ stehe und somit eine Variation der „Herztausch-Metapher“ sei. Diese stelle dar, wie die Liebenden dem jeweils anderen ihr Herz schenken und es gleichzeitig behalten. So kommt es, dass die Liebenden, wie im Kontext des Lieds deutlich wird, ungetrennt miteinander gehen („ungescheiden mit ein ander vert“, 2,8)
3. Als drittes Bild unterstreicht ein „ungewöhnlicher Unsagbarkeitstopos“[14] („swelch schiltaer entwurfe daz / geselleclîche als si lâgen, des waere ouch dem genouc“, 3,7-8) die Zusammengehörigkeit des Paares. Mit diesem Vergleich betont der Sprecher, dass die vollkommene Einheit der Liebenden in der Kunst schwerlich darzustellen ist. In der Forschung ist die Funktion dieser Verse umstritten: Wapnewski sieht an dieser Stelle das erotische Element der Schilderung entschärft, da durch diese Passage auf die Fiktionalität des Lieds hingewiesen wird,[15] die für die sanktionierte und populäre Gattung des Tagelieds typisch ist.[16] Von Reusner dagegen deutet diese Passage poetologisch und versteht sie als Selbstreflexion Wolframs und seines Kunstschaffens. Mit dieser komme zu der Diskussion von Liebe noch eine Reflexion über den Schaffensprozess von Kunst. So ließe sich folgern, dass das Tagelied sich selbst als „Wortkunstwerk“[17] definiere.[18]

Nicht nur durch diese poetologische Reflexion wird Distanz zwischen Rezipient und den emotionalen Redeteilen der Frau geschaffen, sondern auch durch den epischen Duktus und das dominierende Präteritum. Zu diesem Eindruck tragen darüber hinaus die „logisch-konsekutiv Formeln“ („dâ von“, 1,4; „des muosen“, 1,5; „sus“, 3,5) sowie die zahlreichen Enjambements bei, wodurch das Lied weniger lyrisch, sondern eher balladesk wirkt. Auch Wapnewski erläutert die Motive des Leides auf der einen Seite und der Einheit der Liebenden auf der anderen Seite, indem er das Tag-Motiv, Vereinigungs-Motiv, Tränen-Motiv und Sorge-Motiv in allen Strophen nachweist und „als Spiegelung der erotischen Verflochtenheit“ erklärt. Trotz allem sieht er diese Leitmotive als „Leidmotive“ und stellt noch einmal die Isolation des Paares im ersten Tagelied in den Vordergrund. Einsam seien die Liebenden allein durch die personelle Konstellation in diesem Tagelied, da der Wächter hier keine nennenswerte Rolle spielt.
Sowohl erzähltechnisch und formal wird die zentrale Problematik des Tagelieds aufgegriffen: der Widerspruch von Verbundenheit der Liebenden und Isolation derselben von der Gesellschaft. Das Tagelied besteht aus drei Strophen, die in Kanzonenform gebaut sind. Im Aufgesang umrahmen fünftaktige Verse die dreitaktigen und im Abgesang umschließen zwei Viertakter mehrere längere, sich aufeinander reimende Verse. Dieses umarmende Prinzip unterstreicht formal die Einheit der Liebenden, genauso wie das erzähltechnisch umarmende Prinzip: Die Klage der Frau in wörtlicher Rede wird von einer erzählenden Darstellung umrahmt, aber an einigen Stellen auch kurz unterbrochen, was die Unbeständigkeit der illegitimen Tageliedliebe zeigt.
Insgesamt hänge nach von Reusner die ungewöhnliche Gegenüberstellung von Harmonie und Isolation mit dem Prinzip der „Motivkopplung“ zusammen, das Distanz zu diesem emotionalen Lied erziele. Es werde in jeder Strophe jeweils ein stereotypes Motiv des Tagelieds verwandt, wie der Tag als Anlass zur Trennung in der ersten Strophe, der Intensität der Gefühle bei der Trennung in der zweiten Strophe und der körperlichen Vereinigung in der dritten Strophe. Mit diesen bekannten Motiven könne sich jeder Rezipient blind identifizieren, der Abstand zur Struktur des Lieds werde erst durch Ergänzung von Gegenmotiven erreicht: Die besondere Position des Paares im Gegensatz zu der Natur, das triuwe-Motiv in der zweiten Strophe und der Unsagbarkeitstopos. Erst diese Elemente gäben dem Lied wolframsche Züge, sodass der Gegensatz von Nähe und Distanz nicht nur auf der Figurenebene auffällt, sondern auch in der Beziehung des Rezipienten zum Text eine Rolle spielt.

### „Sîne klâwen“ (MF II): Das Tagesungeheuer
Das Tagelied stellt im Wesentlichen ein diskutierendes Zwiegespräch dar, in dem Wächter und Frau abwechselnd jeweils zweimal zu Wort kommen; die fünfte und letzte Strophe ist erzählend. Der Gesang des Wächters beginnt das Lied. Darin dominiert vor allem eine Schilderung des Tages, der einem Ungeheuer gleich die Nacht vertreibt („Sîne klâwen / durch die wolken sint geslagen, / er stîget ûf mit grôzer kraft“, 1,1-3). Als Antwort auf den Gesang des Wächters klagt die Frau den Wächter an, ihr den Geliebten zu nehmen und damit ihre „vreude“ (2,2). Sie bietet ihm sogar eine Belohnung an („des lôn ich dir“, 2,9), damit er den Ritter bei ihr lässt. In der dritten Strophe ermahnt der Wächter wiederum die Frau, den Mann gehen zu lassen, um ihn nicht in größere Gefahr zu bringen, und verspricht ihr dessen baldige Rückkehr. Der Wächter weist dabei auch auf eine Art „Wächterethos“ hin; die Treue zu seinem Ritter gebiete es ihm, diesen zu beschützen, weswegen er ihn in diesem Fall zum Aufbruch bewegen müsse. Die Frau protestiert in der vierten Strophe nur noch hilflos und erklärt, dass der Wächter ihr den Geliebten zwar schon oft physisch genommen habe, aber nicht aus dem Herzen („du hâst in dicke mir benomen / von blanken armen, und ûz herzen niht.“ 4,9-10). In der letzten Strophe wird noch einmal erzählend der Tagesanbruch und die gegenseitige Hingabe der Liebenden gestaltet, bevor sie sich trennen müssen.
Die ausdrucksstarke Metapher des Tagesungeheuers zu Beginn erzeugt Spannung, indem sie retardierend wirkt. Das Bezugselement „tac“ wird nämlich später durch eine Art figura etymologica („ich sich in grâwen / tegelîch, af / den tac“, 1,4-6) angedeutet und erst zuletzt direkt genannt. Zu der düsteren Atmosphäre in der Passage über das Tagesungeheuer fällt auch der Begriff des Morgengrauens („grâwen“, 1,4), der in diesem Kontext eine gewisse Ambivalenz erhält. Obwohl er an sich nur den Tagesanbruch beschreibt, trägt er als Wort selbst in seiner Bedeutung von „Grauen“ auch eine negative Konnotation.
Der Redeanteil des Wächters mündet in eine Diskussion zwischen Wächter und Frau, die insgesamt die im Tagelied oft gezeigte Opposition von Vernunft und Gefühl, Pflicht und Neigung widerspiegelt. Einige Interpreten gehen sogar so weit, eine Analogie zum Freud‘schen Instanzenmodell auf das Personal zu übertragen. Kühnel warnt jedoch davor, moderne moralische Maßstäbe an die Tageliedliebe anzulegen. Es gehe hier nämlich um den Gegensatz von Herz und Verstand, „zwei Prinzipien, die beide Gültigkeit beanspruchen und dabei nicht moralisch bewertet werden“. Dass das Verstandesprinzip und die rigorose Durchsetzung sozialer Normen dem Wächter nicht eindeutig zugeordnet werden können, zeigt sich dadurch, dass das Tagesungeheuer aus Sicht des Wächters beschrieben wird. Letztlich scheint er also die Liebe des Paares als durchaus schützenswert anzusehen.
Obwohl sich die Prinzipien von Herz und Verstand scheinbar ausschließen, gibt es eine begrenzte Möglichkeit der Annäherung. Dies zeigt sich auch im Liedaufbau: Die einzelnen Strophen sind in Kanzonenform verfasst und bestehen jeweils aus einem Aufgesang mit zwei dreizeiligen Stollen im verschränkten Reim (abcabc) und einem vierzeiligen Abgesang im Kreuzreim (dede). Dieses umarmende Bauprinzip vermittelt, dass die Strophen in sich abgeschlossen sind.
Trotzdem sind die Strophen der verschiedenen Sprecher begrifflich miteinander verbunden: Der Schlüsselbegriff „tac“ erscheint in jeder Strophe, wobei in den Wächterstrophen auch der Gegenbegriff „naht“ auftaucht. Hierin zeigen sich die gegensätzlichen Anliegen des Wächters und der Liebenden. Während der Wächter versucht, das Prinzip des Tages, also die Normen der Gesellschaft, durchzusetzen, ist die Frau bemüht, der Nacht und ihrer heimlichen Liebe, Dauer zu verleihen. Es zeigt sich an der begrifflichen Schnittmenge „tac“, dass an der Übergangsstelle beider Prinzipien, bei Tagesanbruch, ein Kompromiss gefunden werden muss. Zu diesem Kompromiss trägt einerseits der triuwe-Begriff bei, der die zweite und dritte Strophe koppelt und so einen ersten Hinweis darauf gibt, dass die Ideen der beiden Diskutierenden trotz allem in gewisser Weise verbunden sind. Eine große Rolle spielt andererseits auch die Ambivalenz des „urloup“-Begriffs, dessen Charakter in einem scheinbar paradoxen Zitat von Hans Kudszus erläutert wird: „Abschied ist die innigste Weise menschlichen Zusammenseins.“ Durch diesen „urloup“ eröffnet sich eine Möglichkeit, beide Standpunkte miteinander zu vereinbaren.
Die Diskussion zwischen Frau und Wächter wirft also eine Problematik der Tageliedliebe auf: Sie ist trotz der Harmonie zwischen den Liebenden nicht gefahrlos. Die Trauer der Frau über die allmorgendliche Trennung wendet sich in Wut auf den Wächter, der zwar Helfer und Schützer der Liebenden ist, ihre Verbindung aber gleichzeitig paradoxerweise stören muss, um sie zu bewahren.

### „Der helden minne ir klage“ (MF IV): Das Anti-Tagelied?

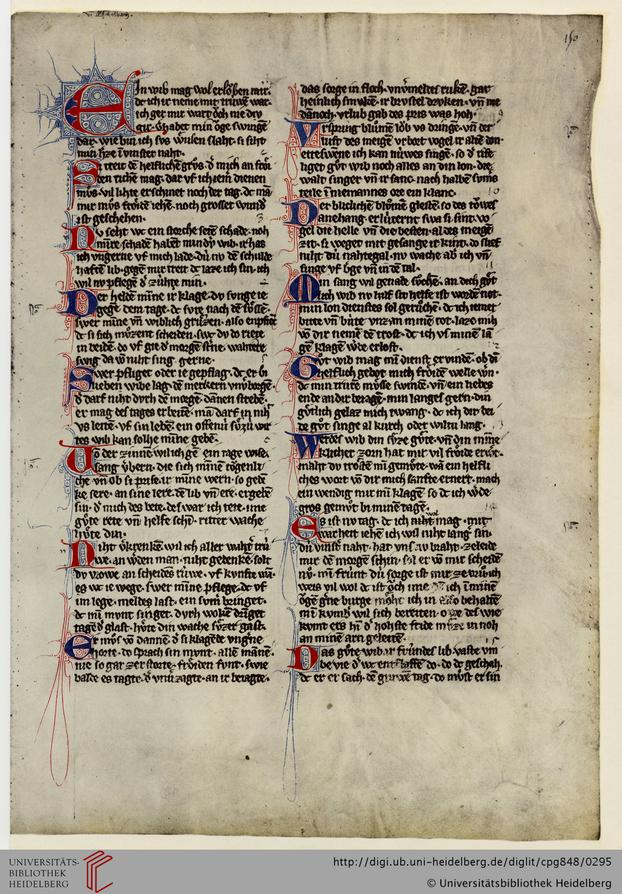
Handschrift mit den Liedern "Der helden minne", "Von der zinnen" und "Ez ist nu tac" im Codex Manesse.

Wolframs Tagelied „der helden minne“ ist aufgrund seiner formalen und inhaltlichen Eigentümlichkeit in der Forschung heftig umstritten. Diese Besonderheit hat dazu geführt, dass die Echtheit anfangs von der älteren Forschung bezweifelt wurde. Auch wenn die Frage der Echtheit mittlerweile einhellig zu Wolframs Gunsten entschieden worden ist, ist die Forschung zu keinerlei Konsens über die Interpretation des Lieds gekommen. „Der helden minne“ stellt, während die übrigen vier Tagelieder als Varianten des Gattungstypus daherkommen, eine Ausnahme dar, in der eine grundlegende Prämisse der Tageliedgattung nicht realisiert wird: Die Liebe des Paares ist keine illegitime, die Partner sind verheiratet.
Inhaltlich sei die erste Strophe, so Wapnewski, eine „perfekte Mimikri (sic)“, da der Rezipient die konstitutiven Handlungselemente der Tageliedsituation gegeben sieht und daher durch die Ähnlichkeit mit anderen Tageliedern Wolframs irregeführt wird. Der Sprecher beklagt den notwendigen Abschied der Liebenden voneinander, „daz sûre nâch dem süezen“ (1,3). Kurz darauf fordert er den Wächter durch den harschen Imperativ „swîc“ (1,9) zum Verstummen auf. Die bisherige Irreführung des Rezipienten wird dann in der zweiten Strophe aufgedeckt; denn hier wird überraschend deutlich, dass es sich bei dem Liebespaar um einen Ritter und seine Ehefrau („wirtes wîp“, 2,10) handelt.
Aufgrund ebendieser Eigenheiten des Tagelieds „der helden minne“ gab es in der Forschung zahlreiche Interpretationsansätze, die allesamt dieses Lied im Zusammenhang mit den anderen vier Tageliedern betrachten. Einigen geht es dabei in erster Linie um einen Vergleich der Wächterrolle, an der die Interpretation festgemacht werden kann. Auffallend ist nämlich, dass dem Wächter als konstitutivem Element der Tagelieder Wolframs das Wort verboten wird. Manche verstehen dies als Relativierung des Wächters als zentralem Element, Wapnewski sogar als „Erledigung des Wächteramtes“. „Der helden minne“ sei so als weitere Variation der Wächterfigur zu verstehen, also als eine Ergänzung zu deren Darstellung in einem Streitgespräch in „sîne klâwen“ und in einem selbstcharakterisierenden Monolog in „ez ist nu tac“. Rohrbach sieht zwar nicht die Wächterfigur an sich in der Kritik, sondern allein ihre Funktion, die Liebenden voneinander trennen zu müssen. Aber er kommt zu einem ähnlichen Ergebnis wie Wapnewski und versteht das Lied als Variation.
Andere Interpreten gehen weniger von der Frage nach der Wächterrolle, sondern mehr von der Frage nach der Einordnung des Lieds in den Sinnzusammenhang der anderen Lieder aus. Die ältere Forschung (Scholte 1947), versteht „der helden minne“ als „Anti-Tagelied“. Wolfram wolle als „Vorkämpfer christlich-ritterlicher Ideale“ in einer didaktischen Absicht mittels „krasser Effekte“ den Rezipienten in der ersten, parodierenden Strophe abschrecken, um ihn dann mit der zweiten, ernst gemeinten zur Ehe zu bekehren. Allerdings warnte schon Wapnewski 1972 vor einem biographischen Fehlschluss und stellte dieser Herangehensweise zwei andere Möglichkeiten gegenüber: Wapnewski interpretiert dieses Lied als Parodie der Eheliebe, da diese weniger, wie Scholte meint, gepriesen wird, sondern lediglich ex negativo, beispielsweise durch die Abwesenheit von Gefahr („der darf niht durch den morgen / dannen streben“, 2,4-5) definiert wird. Eine Parodie der Eheliebe bedeute nach Wapnewskis Ansicht gleichzeitig eine Profanierung der Hohen Minne und in letzter Folge auch „Hohn auf das Gewöhnliche“ des Minnesangs.
In der neueren Forschung (Mertens 1984, 2002; Ishii 1993) wird der moralisierenden Interpretation von „der helden minne“ als „Anti-Tagelied“ die Auslegung als „Pro-Tagelied“ entgegengesetzt. Denn nur die Tageliedliebe könne eine körperliche und seelische Einheit der Liebenden erreichen, wie sie im „urloup“-Motiv gezeichnet wird. Die eheliche Liebeserfüllung, insbesondere die körperliche, gebe es offensichtlich nicht, wenn auch (oder gerade weil) das Zusammensein gefahrlos möglich ist. Damit werde das Tagelied zu einem Beitrag zum Minnediskurs, der leise Kritik an der Unerfüllbarkeit einer an sich positiv konnotierten Tageliedliebe übe, aber vor allem die mangelnde Erfüllung im mittelalterlichen Ehemodell vor Augen führen wolle. Dieser Eindruck werde durch die vergleichsweise bildarme und nüchterne Sprache nur verstärkt.
Auch formal spricht einiges für die These, dass es sich hier um einen Beitrag zum Minnediskus handelt. Zum einen weist „der helden minne“ mit zwei Strophen à zehn Versen eine überraschende Kürze auf. Die abgewandelte Kanzonenform zeigt sich im gespaltenen Abgesang, der in zwei Teilen die beiden Stollen (A/BB/A-Schema) umschließt. In beiden Teilen des Abgesangs, im ersten und letzten Vers des Lieds, fällt der Kernbegriff „minne“, als solle hier Minnekonzeption und -praxis diskutiert werden.
Auch wenn man zu keiner einhelligen Deutung und Einordnung des Tagelieds „der helden minne“ gelangen kann, lässt sich die Tendenz erkennen, dass die neueren Ansätze Wolfram weniger moralisierende Absichten unterstellen, als dass sie in seinen Tageliedern einen spielerisch-diskutierenden Umgang mit dem Thema Minne sehen.

### „Von der zinnen“ (MF V): Das Tagelied des Wächters
Ungewöhnlicherweise kommt in „Von der zinnen“ nicht die „eigentliche Heldin“ der Lieder Wolframs, die liebende Frau, zu Wort, sondern in erster Linie der Wächter. „Von der zinnen“ beginnt mit einem zweistrophigen monologischen Wächtergesang. Der Gesang des Wächters spiegelt sich formal in einem „rufartigen Charakter“ mit kurzen Reimabständen und einer refrainähnlichen Wiederholung des Weckrufes („ritter, wache, hüete dîn!“, 1,15 sowie „hüete dîn, wache, süezer gast!“, 2,15) wider. Die dritte, überwiegend epische Strophe ist klar durch einen Tempuswechsel vom Präsens ins Präteritum von den vorherigen Strophen abgegrenzt und nimmt den Abschied der Liebenden in den Blick.
Inhaltlich weist der Wächter die sich heimlich Liebenden zunächst darauf hin, dass er in seiner Position deren Leben und Ansehen („lîp und êre“, 1,9) verantwortet. Diese anmaßend wirkende Position wird jedoch durch die Verwendung des Potentialis (1,11-13) gedämpft; auch die Imperative in den Rufen des Wächters wirken formelhaft stilisiert. In der zweiten Strophe zeigt der Wächter, dass er um das Leid des Paares weiß („daz ûf im laege meldes last“, 2,9–10). Trotzdem ruft er die Liebenden gemäß seiner Wächterehre („wahter triuwe“, 2,2) erneut zur Trennung auf. Obwohl er eine offizielle Funktion ausübt, scheint er den Liebenden nah verbunden, wie beispielsweise seine persönliche Anrede der Frau („du vrouwe“, 2,5) zeigt. Die erzählende Darstellung der dritten Strophe wird kurz von wörtlicher Rede unterbrochen; jedoch nicht, wie üblich, durch die Worte der Frau, sondern durch eine Äußerung des Ritters. Obwohl er in den bisher behandelten Tageliedern stumm war, beklagt er in „Von der zinnen“, wenn auch verallgemeinernd gesprochen („allen mannen / trûren nie sô gar zerstôrte / ir vröiden vunt“, 3,3-5), die Trennung von seiner Geliebten. Zuletzt wird wieder die Liebesvereinigung der beiden beschrieben.
In „Von der zinnen“ werden die wichtigsten zwei Leitmotive der wolframschen Tagelieder explizit erläutert. Zum einen erfährt der „urloup“-Begriff hier eine direkte Definition, da dessen zwei Seiten im letzten Vers des Lieds deutlich gemacht werden. Die mittelhochdeutsche Wendung „des prîs was hôch“ (3,15) kann am ehesten mit der Ambivalenz wiedergegeben werden, die das deutsche Adjektiv „teuer“ bis heute trägt: Der (Liebes-)Gewinn des Paares durch körperliche Liebe ist groß, gleichzeitig ist der Preis dieser körperlich erfüllten Liebe hoch – der allmorgendliche Abschied voneinander – dies nennt Wapnewski die „Formel der Tageliedliebe“.
Zum anderen kann dieses Tagelied Wolframs als „Tagelied des Wächters“ gelten, weil dieses Lied aus seiner Perspektive als tragende Figur gesungen wird. Nicht nur der hohe Redeanteil des Wächters ist ungewöhnlich, sondern auch die Formulierung, mit der der Wächter das Lied beginnt und die von großer Bedeutung für das weitere Verständnis des Tagelieds ist. Er kündigt eingangs an, dass er nun aufhöre „in tagewîse“ (1,2) zu singen; angesichts der folgenden Strophen aber scheint diese Formulierung widersprüchlich. Edwards befasst sich mit dieser Formulierung und wägt verschiedene Interpretationen ab: Die seit Wapnewski übliche Auslegung, den Ausdruck „in tagewîse“ als Apposition zu verstehen, hält er für unwahrscheinlich, da dies einen vorherigen Wächtergesang impliziert, auf den es keinerlei Hinweis gibt. Außerdem weist er auf die in der Forschung diskutierte Interpretation hin, dass der Wächter keinen öffentlichen Weckruf singe, sondern zunächst nur ein privates Lied für die Liebenden anstimme, um den Ritter zu wecken und ihm Zeit für die Flucht zu geben. Andere verstünden diese Zeile als Drohung des Wächters, seinen für die Liebenden äußerst wichtigen Dienst zu quittieren. Edwards kommt zu keinem eindeutigen Ergebnis, er weist jedoch darauf hin, dass die von Wolframs Liedern ausgehende Faszination unter anderem eben durch diese doppeldeutigen Formulierungen bedingt sei. Daher würde eine Festlegung auf eine der Interpretationsvarianten Wolframs Schöpfergeist lediglich schmälern.
Ebenfalls auffällig scheinen die stolzen Kommentare des Wächters zu seiner Selbstauffassung und über seine wichtige Funktion, die er dem sozial höher gestellten Paar gegenüber äußert. Daraus folgert Wapnewski eine soziale Problematik, die darin liege, dass der Wächter durch seine Position Macht über seinen Gebieter erhielte. Daraus ergebe sich eine würdelose Situation für den Ritter. Dieser Ansatz ist jedoch problematisch, weil er auf einem intentionalen Fehlschluss beruht. Schließlich gibt es keinerlei konkrete Hinweise darauf, dass eine sozialkritische Einstellung in den Werken Wolframs vertreten wird.
Es lässt sich jedoch nicht leugnen, dass sich in diesem Tagelied die Frage nach der Funktion und dem Selbstverständnis des Wächters stellt. Es ergibt sich insgesamt das Bild eines souveränen, aber loyalen Vermittlers, der versucht, die Liebenden vor dem gesellschaftlichen Druck zu schützen und der gleichzeitig bemüht ist, ihren Ausschluss aus derselben zu vermeiden. Diese zwiegespaltene Position hat Einfluss auf die Beziehung der Liebenden zueinander, die im ambivalenten „urloup“-Begriff Abschied und Vereinigung miteinander verbinden können und müssen.

### „Ez ist nu tac“ (MF VII): Der Tageliedschmerz

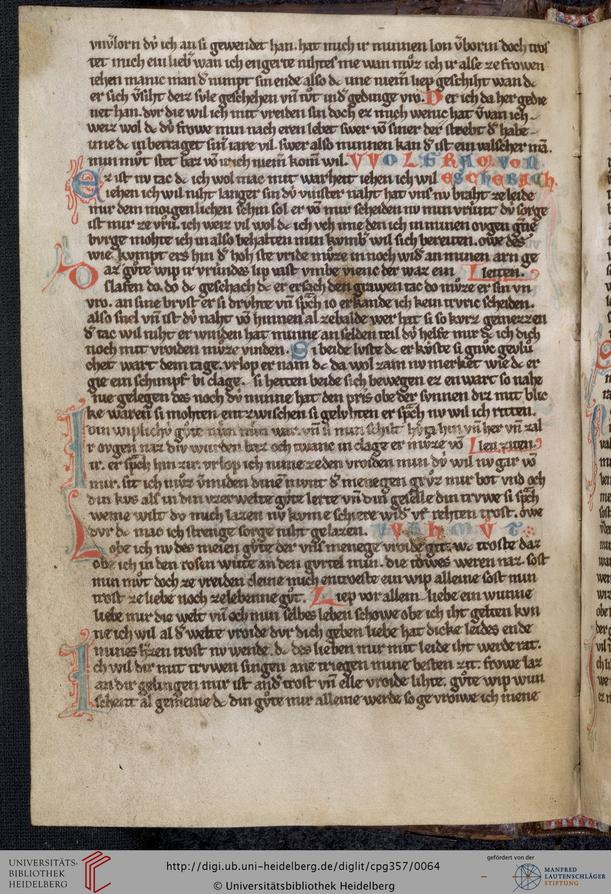
Handschrift des Liedes "Ez ist nu tac" in der Heidelberger Universitätsbibliothek.

Wolframs Tagelied „Ez ist nu tac“ fällt zunächst besonders durch seinen hohen Erzählanteil sowie eine unklare Sprechrollenverteilung auf. Es lässt sich nämlich nicht sicher klären, welcher Sprecher welcher Strophe beziehungsweise welchem Stollen zuzuordnen ist. Zu Beginn klagt ebendieser unbestimmbare Sprecher, der Wächter oder der Ritter, über das Ende der Nacht und die Trennung nach Sonnenaufgang. Im zweiten Stollen der ersten Strophe erwidert offensichtlich die Frau, dass sie ebenfalls den Abschied beklage, und ruft „den höchsten Frieden“ („der hôhste vride“, 1,12), vermutlich Gott, an, die beiden wieder zusammenzuführen. Nach einer kurzen erzählenden Passage über die beieinander liegenden Liebenden drückt der Mann seine Betroffenheit über die Trennung nach so kurzem Beisammensein aus („und ist diu naht von hinnen alze balde./ wer hât sî sô kurz gemezzen?“, 2,8-9). In den überlieferten Handschriften folgt darauf eine dritte Strophe, die den „urloup“, also die Liebesvereinigung, schildert. Dieser wird mithilfe eines „Unmöglichkeitstopos“ – wie schon in „den morgenblic“ – verbildlicht; denn das Paar läge so nah beieinander, wie es sonst kein anderes könnte („ez enwart sô nâhen nie gelegen“, 3,6). In der vierten Strophe klagt erneut die Frau über die Trennung von ihrem Geliebten, wobei ihre Rede von kürzeren erzählenden Passagen durchzogen ist. Diese letzte Strophe wirkt durch sorgenschwere Worte und Phrasen wie „klage“ (4,1), „urloup ich nime ze den vröiden mîn“ (4,3), „trôst“ (4,11), „strenge sorge“ (4,12), düsterer und hoffnungsloser als Wolframs übrige Tagelieder.
Ungewöhnlich scheint jedoch zunächst, dass die Vereinigung der Liebenden nicht in der letzten Strophe folgt. Aus diesem Grund schlagen einige Herausgeber vor, die dritte Strophe mit der vierten zu tauschen, um alternierende Sprecher und die Beschreibung der Vereinigung erst in der letzten Strophe zu erreichen. Obwohl eine solche Beschreibung der Liebesvereinigung in den drei anderen Liedern („der helden minne“ ausgenommen) stets in der letzten Strophe zu finden ist, wirkt die vierte Strophe von „Ez ist nu tac“ ohne das „urloup“-Element an prominenter Stelle umso jammervoller und ernsthafter. Daher scheint es sowohl dramaturgisch als auch logisch sinnvoll, die überlieferte Strophenreihenfolge zu belassen.
Auch die Leitmotive in diesem Lied spiegeln die Verzweiflung und Ernsthaftigkeit in der Liebessituation wider. Als temporale Konstituente der Tageliedgattung wird häufig die Tag- und Nachtopposition gesehen und durch regelmäßige Erwähnung („tac“: 1,1; 2,3; 3,2; „naht“: 1,3; 2,8) und in der Funktion als Reimwort stehen sie in diesem Lied an besonders exponierter Stelle. Auch die Partikel „nu“, die in diesem Lied insgesamt sechsmal auftritt, zeigt den Versuch, „Dauer im Augenblick zu finden“. Sowohl „tac“ beziehungsweise „naht“ als auch die Partikel „nu“ zeigen die naturgemäße Unbeständigkeit und Wechselhaftigkeit der Tageliedliebe: Die Nacht ermöglicht den Liebenden ihr Glück, der Tag zerstört dasselbe. So bleibt ihnen lediglich, wie es das „urloup“-Motiv aufgreift, das Genießen einzelner Augenblicke.
Der besondere Ernst des Lieds zeigt sich auch in der Verwendung vieler abstrakter Begriffe aus dem biblisch-ethischen Wortfeld. Aspekte wie „saelde“ (mittelhochdeutsch für „Segen, Heil, Glück oder personifiziert für die Verleiherin aller Vollkommenheit“) „hôste vride“ (der höchste Friede, vermutlich also der Friede Gottes) oder das Motiv des „Geleiten“ finden sich in diesem Tagelied. Wapnewski erkennt hier die Methode der Kontrafaktur, da biblische Termini und Termini des Minnesangs vermischt werden. Somit werde eine Zusammenführung der weltlichen und geistlichen Liebe erreicht. Weil diese ethisch-christlichen Schlüsselworte meist aus dem Mund des Mannes kommen, scheint seine Tugendhaftigkeit hervorgehoben und das Vergehen der illegitimen Beziehung relativiert.
Schließlich gibt es auch formale Hinweise auf ein „wehmutsvolles Abschiedsgespräch“ zwischen den Liebenden; allein die vergleichsweise überdimensionierte Vers- und Strophenlänge zeugen von einer gewissen Schwere des Lieds im Vergleich zu anderen Tageliedern Wolframs. Durch den höheren Grad der Episierung in diesem Lied ist bemerkbar, wie das Leid der Liebenden mehr und mehr objektiviert wird und daher umso heftiger erscheint. „Ez ist nu tac“ stellt durch Wortwahl, Aufbau und Erzähltechnik auf besondere Weise die Ernsthaftigkeit und Dramatik der Tageliedsituation in den Vordergrund und ist in dieser Hinsicht unter Wolframs Tageliedvariationen singulär.

## Liedübergreifende Motive

### Motiv und Funktion des Wächters
Lange herrschte in der Forschung der Konsens, dass Wolfram als genialer Dichter die Figur des Wächters in die deutsche Literatur eingeführt habe. Obwohl mittlerweile umstritten ist, ob es nicht doch deutsche Wächterlieder vor Wolfram gab, gelten seine Lieder weiterhin als erste „vollentwickelte Wächterlieder“. Die Funktion des Wächters jedoch ist seit vielen Jahren in der Forschung gegensätzlich diskutiert worden. Obwohl der Wächter in der älteren Forschung häufig als Verkörperung der gesellschaftlichen Normen gesehen wurde, zeigt sich in neueren Betrachtungen, dass er ebenso sehr Beschützer der Liebenden ist. Daher ist der Wächter insgesamt „gesellschaftliche Institution und mitfühlendes Individuum in einem“, was er anscheinend ohne jeglichen moralischen Konflikt miteinander vereinbart. Eine weitere These hält es für unwahrscheinlich, dass es sich bei dem Wächter um einen Diener handelt und schlägt vor, einen weiteren Ritter als Freund und Beschützer der Liebenden in Betracht zu ziehen.  Da der Wächter jedoch in seiner gesamten Figurenanlage widersprüchlich erscheint, überdauerte das Wächtermotiv nicht lange, bis es von vielen Tagelieddichtern durch die Figur der Zofe ersetzt wurde.
In „den morgenblic“ wird der Wächter nur beiläufig erwähnt. Er hat hier nur die Aufgabe, die Liebenden zu wecken. Jedoch ist er für dieses Lied nicht entscheidend. Alle übrigen Lieder haben einen Wächter, der zugleich Beschützer und Zerstörer der Liebessituation ist.
In „sîne klâwen“ spielt der Wächter im Streitgespräch mit der Frau eine erhebliche Rolle. Er weckt die Liebenden zunächst und wirkt in der folgenden Diskussion wie die „Stimme des Gewissens“ der Liebenden. Die Doppelrolle des Wächters in diesem Lied ergibt sich aus der zunächst unklaren Sprechrolle: Die Schilderung des Tagesungeheuers zu Beginn lässt auf einen Sympathisanten der Liebenden als Sprecher schließen. Erst spät wird dem Rezipienten klar, dass es sich beim Sprecher um den Wächter handelt. Dieses Lied zeige, wie Wapnewski bemerkt, den ersten Ansatz eines Wächterethos, weil der Wächter auf die Tugendhaftigkeit des Ritters hinweist („sîn vil manigiu tugent“, II1,10) und ihm daher in „triuwe“ (3,7) verbunden ist. Obwohl „triuwe“ ein Begriff des feudalen Rechtes ist, besteht faktisch keine Abhängigkeit des Wächters vom Ritter. Die Funktion des Wächters als Weckender ist in den übrigen drei Liedern nicht realisiert, trotzdem übernimmt er mehr und mehr eine zentrale Rolle.
In „der helden minne“ ist die Festlegung einer bestimmten Rolle des Wächters schwierig, da das Lied eine Vielzahl von Interpretationen offen hält, die vom Verständnis der Wächterrolle abhängig sind. Am ehesten lässt sich feststellen, dass die Wächterfigur in „der helden minne“ an Bedeutung verliert, da eine Vermittlerposition zwischen Liebenden und Gesellschaft nicht mehr vonnöten ist.
„Von der zinnen“ ist für die Bestimmung der Wächterfigur in Wolframs Liedern zentral, weil sich der Wächter – mitsamt seiner Aufgabe – hier selbst charakterisiert. Dies war Anlass für Wapnewski, hier „soziale Implikationen“ festzustellen: Da der Ritter und seine Geliebte dem Wächter nahezu ausgeliefert sind, sei das Verhältnis Herr-Diener umgekehrt und nicht wertfrei konnotiert. In den selbstbewussten Äußerungen („sô gedenken sêre / an sîne lêre, / dem lîp und êre / ergeben sîn“, V7-10) des Wächters sieht Wapnewski eine Art Aufsässigkeit des eigentlich Untergebenen. Wapnewskis Ansatz, eine soziale Problematik der Wächterfigur in den Vordergrund zu stellen, wurde in der Forschung des Öfteren kritisiert. Edwards weist auf den Kritikpunkt hin, dass man einem biographischen Fehlschluss unterliege, sobald man Wolfram als einen Mann „of nascent democratic opinions“ (mit aufkeimenden demokratischen Ansichten) erklärt. Wolf gibt außerdem zu bedenken, dass ein Interpret durch Zeitumstände geprägt werde, sodass diese sozialkritische Interpretation, die im Berlin der 1968er Jahre entstanden ist, kritisch betrachtet werden müsse. Fest steht jedoch, dass der Wächter auch hier eine ambivalente Position einnimmt, indem er zwar selbstbewusst deutlich macht, dass er sich seiner Verantwortung bewusst ist, aber objektiv keine Anstalten macht, seine Loyalität zu den Liebenden zu brechen.
Die Wächterrolle in „Ez ist nu tac“ festzustellen, ist insofern schwierig, als die Sprechrollen in der Forschung nicht eindeutig zugeteilt werden. Obwohl Barbara Wölfel dieses Tagelied in ihre Tabelle mit aufnimmt, folgen keine erläuternden Hinweise. Deswegen scheint die Tabelle an dieser Stelle zweifelhaft zu sein.
Eine singuläre Herangehensweise an die Wächterfigur erläutert von Reusner, der den Wächter mit Wolfram gleichsetzt und das Liebespaar mit der Minnegesellschaft, also letztlich den Rezipienten. Auf diese Weise stellt er den Aspekt der Selbstreflexion sowie eine poetologische Komponente in den Vordergrund, in der beispielsweise die Beziehung zwischen Dichter und Gesellschaft diskutiert werde.
Zusammenfassung des Wächtermotivs nach Wölfel:
| Tagelied              | Eigenständiges Weckmotiv | Wächter erwähnt | Wächter binär | Wächter im Mittelpunkt! |
| --------------------- | ------------------------ | --------------- | ------------- | ----------------------- |
| I „Den morgenblic“    | ++                       | +               | −             | −                       |
| II „Sîne klâwen“      | ++                       | +               | +             | +                       |
| V „Von der zinnen“    | −                        | +               | ++            | ++                      |
| VII „Ez ist nu tac“   | −                        | +               | +             | +                       |
| IV „Der helden minne“ | −                        | +               | (+)           | −                       |

+ = realisiert;  ++ = zentral; (+) = bedingt zutreffend; − = nicht realisiert

### „urloup“: Abschiedsschmerz und Hingabe
Die Ambivalenz des „urloup“-Begriffs scheint von Wolfram entwickelt und ist daher von besonderem Interesse in der Forschung. Lexers Wörterbuch versteht dieses mittelhochdeutsche Wort zunächst lediglich als „Erlaubnis, insbesondere die Erlaubnis zu gehen, Verabschiedung/Abschied“, bei Wolfram jedoch wird es zu einem Motiv, das Trennung und Vereinigung zu gleichen Teilen verbindet. Diese beiden Komponenten des Motivs, die an sich unvereinbar wirken mögen, stellen sich aber bei genauerer Betrachtung als „compressed fusion of the happiness and sorrow of the human erotic experience“ (eine komprimierte Verschmelzung des Glücks und des Leids der menschlichen erotischen Erfahrung) heraus.
In vier der fünf Tagelieder ist diese Ambiguität realisiert, eine Ausnahme stellt – wie auch für das Wächtermotiv – das Tagelied „der helden minne“ dar. In diesem Lied besteht der Gegensatz zwischen Pflicht und Neigung (von Wölfel als „Normenkonflikt“ bezeichnet) nicht mehr, sodass die Liebenden nicht Abschied nehmen müssen. Wie „urloup“ im Einzelnen Lied zu verstehen ist, hängt vor allem von der Frage ab, ob die Wehmut über die Trennung oder das Glück der erfüllten Liebe überwiegt. Besonders „Ez ist nu tac“ lebt von der Ambivalenz des „urloup“-Begriffs. In diesem Lied äußert sich die Frau selbst als Sprecherin über die Liebesvereinigung (VII4,5–7), indem sie aus der körperlichen Liebe Hoffnung schöpft und gleichzeitig die Trennung beklagt.
Zusammenfassung des „urloup“-Motivs nach Wölfel:
| Tagelied              | Urloup erwähnt | Urloup als Trennung | Urloup binär | Urloup aus Sicht der Frau | Normenkonflikt! |
| --------------------- | -------------- | ------------------- | ------------ | ------------------------- | --------------- |
| I „Den morgenblic“    | +              | −                   | +            | −                         | +               |
| II „Sîne klâwen“      | +              | +                   | ++           | −                         | +               |
| V „Von der zinnen“    | +              | −                   | +            | −                         | +               |
| VII „Ez ist nu tac“   | +              | -                   | +            | ++                        | +               |
| IV „Der helden minne“ | −              | −                   | −            | −                         | −               |

+ = realisiert; ++ = zentral; (+) = bedingt zutreffend; − = nicht realisiert
Man kann insgesamt feststellen, dass das urloup-Motiv für Wolframs Lieder ein konstitutives Element ist und in seiner Funktion die geistige Einheit und körperliche Vereinigung der Liebenden unterstreicht, in Rohrbachs Worten die „Leistung einer allumfassenden Liebe“ symbolisiert.

### Minnekonzeption
Allgemein wird davon ausgegangen, dass Wolfram bewusst in den minnetheoretischen Diskurs seiner Zeit eingegriffen habe. Das Tagelied „den morgenblic“ eröffnet die Diskussion von Minnekonzeptionen, indem es die „seelisch-körperliche Totalität zweier Menschen“ illustriert. Hier gibt es eine erotische Darstellung der beiden gleichberechtigten Liebenden, die sich gegen die Entsagung der Hohen Minne zu wenden scheint. Obwohl die Tageliedliebe üblicherweise eine illegitime ist, ist sie hier positiv konnotiert. Diese Form der Liebe ist von sich aus ideal, die Problematik der Liebe ergibt sich erst aus den Umständen der höfischen Gesellschaft. Nur im „urloup“ werden „Tageliedliebe und Minneverständnis zur Synthese geführt“ – wenn auch nur vorübergehend.
In „sîne klâwen“ wird die im Tagelied praktizierte Minne ebenfalls als Zusammenspiel „der Liebe als Idee (mit ihrem Ewigkeitspostulat) und der Liebe als physischer Verdinglichung (mit ihrer Endlichkeit)“ dargestellt. Die Frage, ob die Tageliedliebe hier positiv gesehen wird oder ob sie an ihrem „Widerspruch von Bleiben-Wollen und Sich-Trennen-Müssen“ scheitert, ist in der Forschung kontrovers diskutiert worden. Während Rohrbach der Überzeugung ist, dass die an sich positive Tageliedliebe lediglich durch die gesellschaftlichen Normen bedroht ist, sehen andere die, nach ihrer Ansicht, ex negativo diskutierte Tageliedliebe schon in diesem Lied verworfen.
Dem umstrittenen Tagelied „der helden minne“ Wolframs kann schwerlich eine Minnekonzeption zugeschrieben werden. Gemäß der neueren Forschung jedoch diskutiert dieses Lied das Modell der Ehe als einen Gegensatz zu der Tageliedliebe. Im Tagelied scheint die dargestellte Liebessituation positiv konnotiert, da sie auf Freiwilligkeit der Liebe und einer gemeinsamen, gleichsam gefährlichen Situation basiert. Außerdem sei sie, anders als im Hohen Minnesang, sowohl körperlich als auch geistig erfüllt. Somit sei der einzige Vorteil der ex negativo definierten Eheliebe die Sicherheit und Beständigkeit, während Leidenschaftlichkeit der Partnerschaft unbedeutend sei. Da die Tageliedliebe ein rein fiktionales Phänomen war, schließt Rohrbach, dass die in den Liedern gezeigte Liebesvorstellung zu Wolframs Zeiten utopisch war.
„Von der zinnen“ erlaubt durch eine Perspektivenverschiebung die Betrachtung der Tageliedsituation durch die Augen des abseits stehenden Wächters. Er scheint den Liebenden, beispielsweise durch seine persönlichen Anreden, sehr nahezustehen und mit ihnen zu sympathisieren. Gleichzeitig ist er jedoch auch derjenige, der die Liebenden zur Trennung bewegt. Daher lässt sich die häufig propagierte Opposition Herz-Verstand nicht eindeutig anwenden: Die Dame lässt trotz ihrer Trauer ihren Geliebten gehen, handelt also letztlich rational; auch der Wächter ist nicht nur das „Sprachrohr höfischer Minnedidaxe“. Obwohl die illegitime Liebessituation also auch in diesem Tagelied positiv wertbesetzt ist, wird deutlich, dass diese Liebe, um niemanden zu gefährden, eine „korrektive Institution“ braucht.
Einen weiteren Schwerpunkt setzt das Lied Ez ist nu tac dadurch, dass die Liebe in einen religiösen Kontext transponiert wird, welcher die Vollkommenheit der Liebe noch unterstreicht. Das Leid der Liebenden zeigt sich hier überaus deutlich. Insbesondere findet es nicht nur in der Rede der Liebenden selbst statt, sondern auch in den epischen Anteilen des Lieds. Diese Objektivierung des Leides zeigt, dass nicht die Beschaffenheit der Liebe problematisch ist, sondern lediglich die Umstände, in denen sie sich zu verwirklichen sucht.
Insgesamt lässt sich die Forschung zu der Minnekonzeption in Wolframs Liedern in zwei Richtungen einteilen: Die ältere, die die Tageliedliebe ex negativo beschrieben sieht und als Kritik an der illegitimen Liebe auslegt, und die neuere, die den Tageliedern eine Art „Ventilfunktion“ zuspricht. Als Beitrag zum Minnediskurs stelle die Tageliedliebe bei Wolfram ein Gegenprogramm zu der spannungsvollen Entsagung im Hohen Minnesang dar. Zwar ist die neuere Forschung zur Auffassung gelangt, dass die illegitime Liebe weitgehend positiv besetzt ist. Trotzdem bedenkt sie sowohl die Einschränkungen, die in Wolframs Liedern deutlich werden, als auch die Fiktionalität der Gattung des Tagelieds.

### Versuche der Anordnung
In der Forschung gab es zahlreiche Versuche, aus den fünf Liedern Wolframs eine chronologische Anordnung oder einen Zyklus abzuleiten.
Ansätze zu solch einer Anordnung boten beispielsweise der Umfang des Wächtermotivs im Lied (Plenio), die Verringerung der narrativen Passagen (W. Mohr), die metrische Komplexität (Hatto, Thomas), die diskutierende Beschäftigung mit der Wächterfigur (Rauch, Wapnewski, von Reusner), die Komplexität der Variation (Wolf) und die Entwicklung der Motivik (Wölfel). In den Versuchen von möglichen Reihungen wurden jedoch meist schon zeitnah Schwachstellen und Ungereimtheiten der Ansätze aufgedeckt.
Vergleichende Tabelle der Reihungsvorschläge:
| Lachmann (1857) | Plenio (1916) | Mohr (1948) | Hatto (1965) | Thomas (1956) | Wapnewski (1972) | von Reusner (1980) | Wölfel (1986) |
| --------------- | ------------- | ----------- | ------------ | ------------- | ---------------- | ------------------ | ------------- |
| I               | VI            | II          | VII          | II            | I                | I                  | I             |
| II              | I             | V           | I            | VII           | VII              | II                 | II            |
| VI              | II            | I           | II           | V             | II               | VII                | V             |
| V               | V             | VII         | V            | IV            | V                | V                  | VII           |
| VII             | IV            | IV          | IV           | (I) *         | IV               | IV                 | IV            |

Obwohl schon Carl von Kraus im Jahre 1958 diese Versuche skeptisch sah, hat sich erst die aktuelle Forschung weitgehend davon distanziert, die Lieder nach verschiedenen Kriterien zu gruppieren. Problematisch ist nämlich ein Versuch der Anordnung allein dadurch, dass „die authentische Absicht Wolframs schon deshalb nicht zu erfassen ist, weil wir mit erheblichen Verlusten in der Überlieferung der Lieder rechnen müssen.“ Selbst wenn die überlieferten fünf Lieder die einzigen aus Wolframs Feder wären, dürfe man nicht einem intentionalen Fehlschluss anheimfallen.
Nicht ohne Erkenntniswert ist allerdings eine Zyklisierung, wenn deren Ziel ist, die Tagelieder als kunstvolle Variationen eines Grundtypus darzustellen. Sie weisen zwar alle die gleiche Handlungsfolge auf, umso mehr unterscheiden sie sich in ihrer Art, die Kanzonenform abzuwandeln, in ihren epischen Darstellungen sowie in der Redeverteilung unter den Personen. Auch die Variation der Wächterfigur und ihrer Rolle für die Liebenden oder das Eingreifen in den Minnediskurs zeigen, dass Wolframs Lieder nicht in eine feste Anordnung gebracht werden müssen, damit ein Zusammenhang zwischen ihnen hergestellt wird.

## Gattungsgeschichtliche Einordnung der Tagelieder Wolframs

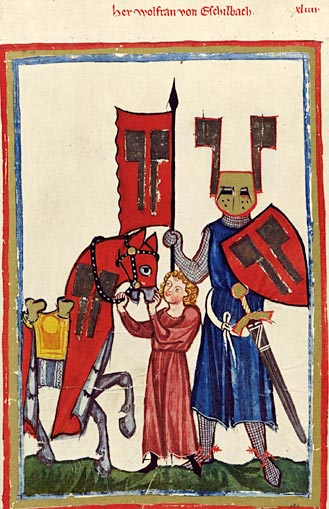
Autorenbildnis Wolframs im Codex Manesse.

### Tagelieder vor Wolfram?
Die Forschung zu Wolframs Liedern hat eine lange Tradition, wobei sich der Blick auf seine Bedeutung für die Gattung des Tagelieds stark gewandelt hat: Lachmann bewertete Wolfram noch als genialen Erfinder des Tagelieds, wohingegen die aktuelle Forschung annimmt, dass motivverwandte Texte schon lange Zeit vor Wolframs Schaffen in anderen Kulturen, auch in der deutschen volkssprachigen, verbreitet waren. Genauso umstritten wie die Tageliedtradition ist die Frage, ob es mittelhochdeutsche Tagelieder vor Wolfram gab. Aktuell werden das unter dem Namen Dietmar von Eists überlieferte Tagelied „Slâfest du, vriedel ziere?“ (MF 39,18), das starke volkstümliche Züge aufweist, und Heinrich von Morungens „Owê, sol aber mir iemer mê geliuhten dur die naht“ (MF 143,22) vor Wolfram datiert; trotzdem scheint Wolfram in näherer Verwandtschaft zur romanischen Alba, die den Wächter schon vor Wolfram kannte, zu stehen. Vom Markgrafen von Hohenburg und von Otto von Botenlauben als direkte Vorgänger Wolframs ist die Forschung weitgehend abgerückt.

### Tagelieder um 1200
Mit der Frage nach Wolframs Einfluss auf die Gattung „Tagelied“ in seiner Lebenszeit beschäftigt sich Mertens, indem er eine poetologische Rekonstruktion eines Sängerwettstreits zwischen Wolfram, Heinrich von Morungen und Walther von der Vogelweide versucht. Anhand zahlreicher intertextueller Bezüge erstellt er ein performatives Modell, in dem deutlich wird, wie sich die Komplexität der Lieder steigert. Das große Interesse, das schon zu Wolframs Zeit für das Tagelied vorhanden war, sei dadurch bedingt, dass der stereotype Inhalt durch „aufführungsbezogene Vielfältigkeit kompensiert“ werde.

### Spätmittelalterliche Gattungsentwicklung
Auch wenn für die spätmittelalterliche Gattungsentwicklung neben Wolfram auch Otto von Botenlauben als formbildend für die Gattung angesehen wird, wichen neuere Lieder kaum vom wolframschen Grundtypus mit seiner Personalaufstellung und den variablen Kommunikationsmustern ab. Häufig seien einzelne Strukturen Wolframs „additiv aneinandergereiht“ worden; insbesondere seine variablen Gesprächssituationen und die Ambivalenz des „urloup“ als Abschied und Liebesvereinigung hätten lange nachgewirkt.
Fest steht jedoch, dass Wolfram die Gattung im deutschsprachigen Raum erheblich weiterentwickelte, denn – so hebt Müller hervor – Wolframs Tagelieder „überragen alle anderen durch die Intensität ihrer Darstellung“. Dadurch, dass Wolfram einen Tageliedtypus entwickelte, trug er nicht nur zur Konstituierung der Tageliedgattung bei, sondern auch gleichzeitig zur Schärfung der Grenzen zu benachbarten Gattungen, wie Minnekanzone, Frauenklage und Pastourelle.

## Wirkungsgeschichte
Wolframs Lieder wurden sowohl zeitnah und gattungsintern als auch in modernen Werken anderer Gattungen rezipiert.

### Mittelalterliche Rezeption
Bis in das 15. Jahrhundert hinein finden sich Anspielungen in späteren Tageliedern, wie zum Beispiel in anonymen Liedern aus dem Liederbuch der Clara Hätzlerin. Darüber hinaus zählten die Meistersinger Wolfram zu den Zwölf Alten Meistern, also den Begründern ihrer Kunst.  Insgesamt hat sich die Gestalt des Tagelieds von Anfang des 13. Jahrhunderts bis zu Oswald von Wolkenstein kaum verändert, sodass Wolframs Tageliedern ein großer Einfluss auf diese Gattung zuerkannt werden kann. Trotzdem scheinen seine variablen Kommunikationsmuster erst von Oswald erkannt und verwandt worden zu sein. Als weiterer Grund dafür, dass Wolframs Lieder häufig rezipiert wurden, kann in Betrachtung gezogen werden, dass nur eine Grobzeichnung der Personen vorgenommen wird, sodass jeweils ein hohes Identifikationspotenzial gewährleistet ist.

### Moderne Rezeptionsgeschichte
Einen Einblick in die moderne Rezeptionsgeschichte der wolframschen Tageliedmotivik gewährt Wapnewski, indem er zu Beginn jedes Kapitels seiner Edition Wolframs Lieder mit modernen Zitaten in Verbindung bringt. Dem Kapitel zu „Den morgenblic“ beispielsweise stellt er ein Zitat aus Shakespeares „Romeo und Julia“ voran, nämlich das bekannte Gespräch aus dem dritten Aufzug, in dem Julia nach einer gemeinsam verbrachten Nacht versucht, Romeos Aufbruch zu verhindern. Hier ist der Tagesanbruch, wie auch in „den morgenblic“, als Bedrohung, die die Liebenden auseinanderreißt, dargestellt. Auch der Versuch der Frau, den Tagesanbruch zu verdrängen, findet sich zuerst in Wolframs erstem Tagelied.
Den Aspekt der Vergänglichkeit, der in Wolframs „ez ist nu tac“ eine große Rolle spielt, wird von Hugo von Hofmannsthal sowohl in seinem Gedicht „Über Vergänglichkeit“ als auch in seinem Libretto zum „Rosenkavalier“ aufgenommen: Eine Frau beklagt während des Abschieds von ihrem Geliebten die Grausamkeit und Unaufhaltsamkeit der Zeit. Außerdem greift auch Hans Magnus Enzensbergers Gedicht „Utopia“ – zwar parodierend – auf das erstmals bei Wolfram erscheinende Tagesungeheuer aus „sîne klâwen“ zurück. Auch Rilke ordnet sich mit der Benennung eines Gedichtes als „Östliches Taglied“ direkt der Gattungstradition zu und greift mit der Liebesvereinigung als Methode, den Gedanken an die bevorstehende Trennung zu verdrängen, das „urloup“-Motiv auf.

### Wolfram in der Kunstlyrik und Populärkultur
Auffallend ist, dass auch in der neuesten Kunst die Tageliedsituation in „beharrlichem Maße […] fortlebt“, wenn auch nicht mehr nur in der Kunstlyrik, sondern auch in der Trivialliteratur und Populärkultur. Tom und Dusty Springfields “Morning, please don’t come” ist ein Beleg für die Rezeption in der Populärkultur. Es thematisiert – wie auch die Tagelieder – den Trennungsschmerz beim Tagesanbruch und personifiziert den Tag als Störenfried. In Liedern der Populärkultur – wie zum Beispiel in Mit Dir, interpretiert von Freundeskreis und Joy Denalane – wirken bis heute Tagliedelemente und -motive nach, die Wolfram stark geprägt hat.